# Pont Fremont

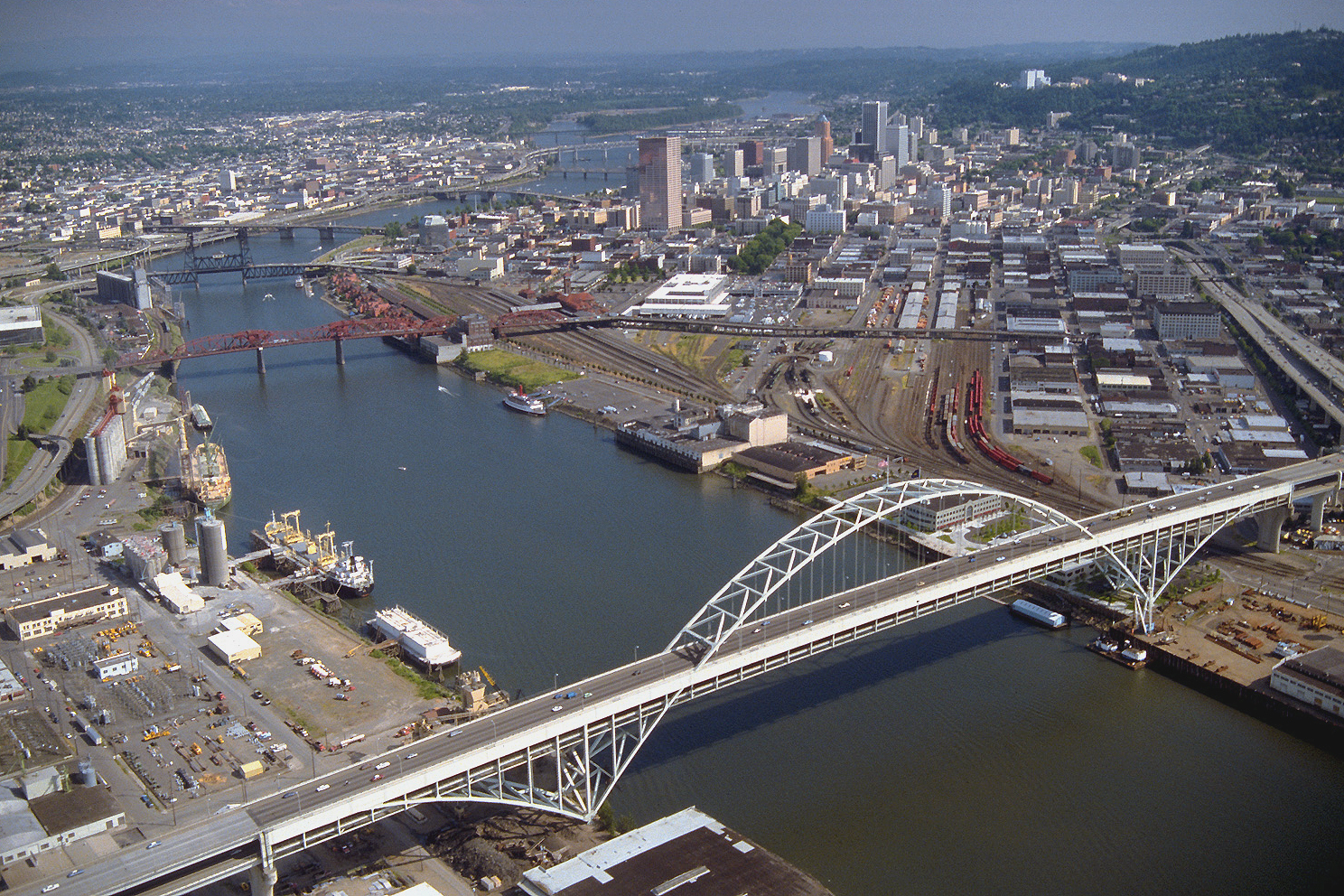
Vue du pont Fremont en 1988

Le pont Fremont est un pont en acier situé sur la rivière Willamette à Portland. Il a une longueur totale de 656 m et a été mis en service en 1973.